# Touchball
El touchball és un esport entre 2 i 10 (més o meys) en el qual consisteix en no deixar caure una pilota de paper o de sorra petita, donant-li cops amb tot el cos. Però només tens tres tocs com a màxim.
Al començament tots teniu un nombre determinats de vides, i cada cop que a algú li caigui la pilota se li resta una vida. I així contínuament, fins que quedin dues persones, que fan una final entre ells fins que només quedi un. Aquest és el guanyador.
Hi ha vegades que hi ha la polèmica ja que hi ha conflictes per saber qui ha de ser eliminat. En aquest cas, competeixen les persones que han pogut perdre en aquella ronda i el qui perdi se li resta una vida. Els demès continuen.
Per començar ha jugar s'han de posar en cercle totes les persones que volen jugar. Un saca i el joc ja ha començat. Has d'evitar que la pilota caigui al terra donant-li amb les mans, peus, cap, etc.